# Guerre moscovito-lituane
Le guerre moscovito-lituane (anche dette guerre russo-lituane, o semplicemente guerre moscovite o guerre lituane) sono state una serie di guerre tra il granducato di Lituania, alleato con il regno di Polonia, e il granducato di Mosca, che sarebbe poi diventato lo zarato russo. Dopo numerose sconfitte da parte di Ivan III e Basilio III, i lituani facevano sempre più affidamento sull'aiuto polacco, che in seguito diventò un fattore importante nella creazione della Confederazione polacco-lituana. Prima della prima serie di guerre nel XV secolo, il granducato di Lituania aveva ottenuto il controllo di molti territori dell'Est Europa, da Kiev a Možajsk, a seguito del crollo della Rus' di Kiev dovuto alle invasioni mongole. Nel corso delle guerre, in particolare nel XVI secolo, i moscoviti riuscirono a espandere il loro dominio a ovest, prendendo il controllo di molti principati.

## Contesto storico

### XIV secolo: espansione lituana

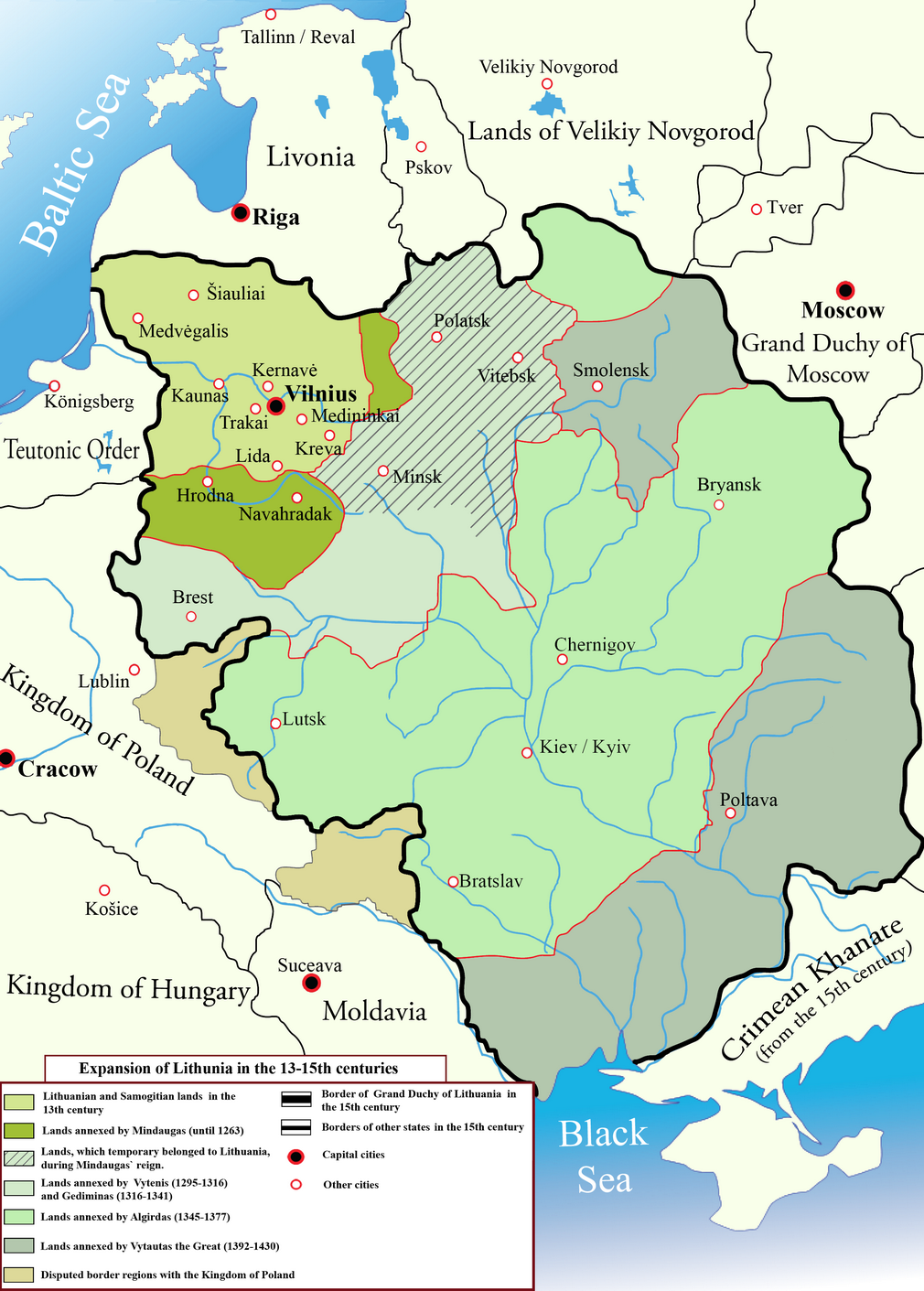
Espansione dello Stato lituano dal XIII al XV secolo

Il granducato di Mosca e di Lituania erano stati coinvolti in una serie di conflitti fin dal regno di Gediminas, che sconfisse una coalizione di principi ruteni nella battaglia sul fiume Irpin' e prese Kiev, la precedente capitale dell'omonima Rus. A metà del XIV secolo, la Lituania in espansione aveva occupato Černihiv e la Severia. Algirdas, il successore di Gediminas, forgiò un'alleanza con il granducato di Tver' e intraprese tre spedizioni contro Mosca inaugurando la guerra lituano-moscovita, approfittando della giovane età del gran principe russo, Demetrio Ivanovič, che nondimeno riuscì a respingere queste incursioni.
Le prime aggressioni delle truppe lituane verso la Moscovia avvennero nel 1363. Nel 1368, Algirdas effettuò la prima grande spedizione contro Mosca. Dopo aver devastato le terre di confine moscovite, il principe lituano sgominò le truppe del principe di Starodoub Simeon Dmitrievič Krapiva e del principe di Obolensk Konstantin Jurijevič. Il 21 novembre, Algirdas sgominò anche le truppe di guardia moscovite sul fiume Trosna. Tuttavia, non riuscì a espugnare il Cremlino di Mosca. Le truppe di Algirdas saccheggiarono l'area circostante la città e catturando una significativa parte della popolazione moscovita. Nel 1370, Algirdas fece un'altra spedizione contro Mosca nella quale danneggiò l'area circostante Volok Lamskij. Il 6 dicembre, assediò Mosca e cominciò a devastare l'area circostante. Quando venne a conoscenza che il principe Vladimir Andreevič stava arrivando ad aiutare Mosca, Algirdas tornò in Lituania. Nel 1372 Algirdas attaccò ancora il principato di Mosca e raggiunse Ljubutsk. Tuttavia, il gran principe Demetrio Ivanovič sgominò le truppe di Algirdas, e i lituani conclusero quindi una armistizio con Mosca. Nel 1375, Algirdas devastò il principato di Smolensk.
Alcuni moscoviti desideravano prendere il controllo di quei territori che facevano parte della vecchia Rus' di Kiev, molti dei quali erano al tempo parte del granducato di Lituania (compresi territori che oggi fanno parte della Bielorussia e dell'Ucraina). Inoltre, Mosca desiderava espandere il suo accesso al mar Baltico, una tratta commerciale sempre più importante. Quindi, il conflitto tra Lituania e Mosca era solo all'inizio.

### XV secolo: rafforzamento di Mosca
I conflitti ricominciarono durante il regno del figlio di Demetrio, Basilio I, che si era sposato con Sofia, l'unica figlia del granduca Vitoldo di Lituania, che diventò quindi suo suocero. Nel 1394, Vitoldo devastò il principato di Rjazan', lasciando in rovina molti insediamenti. Nel 1402, ebbe un diverbio con suo cognato sul controllo del ducato di Smolensk. Dopo che Vitoldo conquistò la sua capitale, Jurij di Smolensk fuggì alla corte di Basilio e cercò di ottenere da lui l'assistenza per riconquistare Smolensk. Basilio esitò fino a che Vitoldo avanzò verso Pskov. Allarmato dalla continua espansione della Lituania, Basilio mandò un esercito per aiutare gli abitanti di Pskov contro suo suocero. Gli eserciti russo e lituano si incontrarono vicino al fiume Ugra, ma nessun comandante rischiò di impegnare le sue truppe in battaglia. Si arrivò a una pace, tramite la quale Vitoldo si tenne Smolensk.

## Prima guerra di confine (1492-1494)

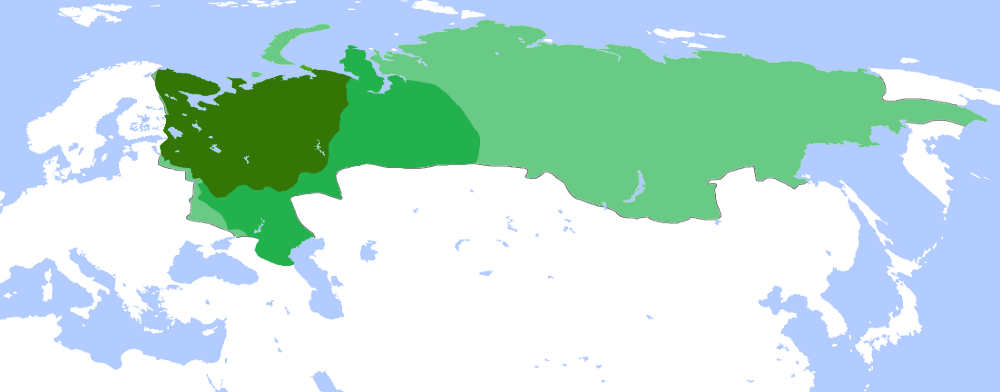
Espansione dello stato russo, 1500–1626

Ivan III di Russia si riteneva un erede del caduto Impero bizantino e difensore della chiesa ortodossa. Egli si autoproclamò «sovrano di tutte le Rus'» e rivendicò i diritti di tutte le terre della Rus' di Kiev. Questa ambizione portò a una crescita stabile dei territori e della potenza dei moscoviti. La supremazia dell'Orda d'Oro, finita nel 1480 con la sconfitta di Akhmat Khan nel grande fronteggiamento sul fiume Ugra. Mosca estese la sua influenza al principato di Rjazan nel 1456, annesse la repubblica di Novgorod nel 1477, e il principato di Tver' nel 1483. Le ulteriori mire espansionistiche di Ivan III si scontrarono con gli interessi lituani.
Intorno al 1486-1487, i territori lungo l'indefinito confine lituano-moscovita nei pressi del fiume Oka furono sotto attacco da Mosca e dal suo alleato Meñli I Giray, khan del khanato di Crimea. Il clima si fece sempre più teso e nell'agosto del 1492, senza aver prima dichiarato guerra, Ivan III diede il via a una grande azione militare, grazie alla quale espugnò e bruciò Mcensk, Ljubutsk, Serpejsk, e Meščovsk. Inoltre, saccheggiò Mosal'sk e attaccò alcune terre gestite dai duchi di Vjaz'ma. I nobili ortodossi cominciarono a cambiare schieramento a favore di Mosca dato che prometteva migliore protezione dalle incursioni militari e la fine alla discriminazione religiosa dai lituani cattolici. Ivan III dichiarò guerra ufficialmente nel 1493, ma il conflitto finì presto. Il granduca di Lituania Alessandro Jagellone mandò una delegazione a Mosca per negoziare un trattato di pace. Un trattato di pace "eterna" fu concluso il 5 febbraio 1494. L'accordo segnò le prime perdite di territori a favore di Mosca, ovvero il principato di Vjaz'ma e una consistente regione nel corso superiore del fiume Oka. Si stima che nel complesso la Russia avesse ceduto alla controparte circa 87.000 km². Un giorno prima della conferma ufficiale del trattato, Alessandro Jagellone fu promessa in sposa a Elena di Mosca, figlia di Ivan III (il ruolo di sposo fu interpretato da Stanislovas Kęsgaila, perché Alessandro era in Polonia).

## Seconda guerra (1500-1503)

Campagne militari nel 1500

Le ostilità riaffiorarono nuovamente nel maggio del 1500, quando Ivan III approfittò di una campagna polacco-ungherese pianificata contro l'Impero ottomano. Poiché occupati con gli ottomani, appariva chiaro che la Polonia e l'Ungheria non avrebbero fornito l'assistenza alla Lituania. Il pretesto era la presunta intolleranza religiosa nei confronti degli ortodossi nella corte lituana. A Elena fu proibito dal padre Ivan III di convertirsi al cattolicesimo, e ciò fornì numerose opportunità per Ivan III, come difensore di tutti gli ortodossi, per interferire nelle questioni lituane e mobilitare i credenti ortodossi.
I moscoviti invasero prontamente le fortezze lituane a Brjansk, Vjaz'ma, Dorogobuž, Toropec, e Putyvl'. I nobili locali, in particolare i Vorotynskij, palesarono spesso simpatie moscovite. Un altro attacco arrivò da sud-est nel voivodato di Kiev, in Volinia e in Podolia. Il 14 luglio 1500, i lituani subirono una grande sconfitta nella battaglia della Vedroša, e il grande atamano Konstanty Ostrogski venne catturato. La sconfitta fu una delle ragioni per la proposta unione di Mielnik tra la Polonia e la Lituania. A novembre 1501, i lituani furono sconfitti ancora nella battaglia di Mscislaŭ. I tatari di Crimea distrussero l'Orda d'Oro, un alleato dei lituani, quando la sua capitale Nuova Saraj si arrese nel 1502.
Nel giugno del 1501, il re di Polonia Giovanni I Alberto morì, lasciando suo fratello Alessandro Jagellone, granduca di Lituania, il candidato più valido per il trono polacco. Alessandro cominciò dunque a preoccuparsi di come prevalere nella contesa per la successione. Per contrattaccare le accuse religiose, Alessandro tentò di stabilire un'unione tra i cattolici e gli ortodossi come era immaginata al concilio di Firenze – gli ortodossi avrebbe mantenuto le loro tradizioni, ma accettando il papa come loro sovrano spirituale. Metropolitano di Kiev accettò tale accordo, ma Elena protestò. I nobili polacchi, tra cui il vescovo Erazm Ciołek e il cardinale Fryderyk Jagiellończyk, discussero la questione del divorzio reale.
Nel frattempo la guerra continuò, però non così fruttuosa per Mosca. Dato che le forze lituane arrivarono nella regione, le forze moscovite doveva spostarsi lentamente. Inoltre, l'Ordine livoniano, guidato da Wolter von Plettenberg, si unì alla guerra come alleato della Lituania. Le truppe livoniane vinsero la battaglia del fiume Serica ad agosto 1501, assediarono Pskov, e vinsero la battaglia del lago Smolino a settembre 1502. Nel 1502, Ivan III organizzò una campagna per conquistare Smolensk, ma la città resistette all'assedio siccome i moscoviti scelsero una strategia inefficace e non avevano artiglieria a sufficienza. I negoziati di pace cominciarono nella metà del 1502. Alessandro chiese a Ladislao II di Boemia per fare da mediatore,  e si finalizzò una tregua di sei anni nella Festa dell'Annunciazione (25 marzo) nel 1503. Il granducato di Lituania perse approssimativamente 210.000 km², cioè un terzo del suo territorio, inclusi Černihiv, Novhorod-Sivers'kyj, Starodub e diverse terre localizzate nei pressi della parte superiore del fiume Oka. Lo storico russo Matvej Kuz'mič Liubavskij contò perdite lituane in settanta volost', ventidue città, e tredici villaggi. I lituani inoltre riconobbero a Ivan il titolo di «sovrano di tutte le Rus'».

## Terza guerra (1507-1508)

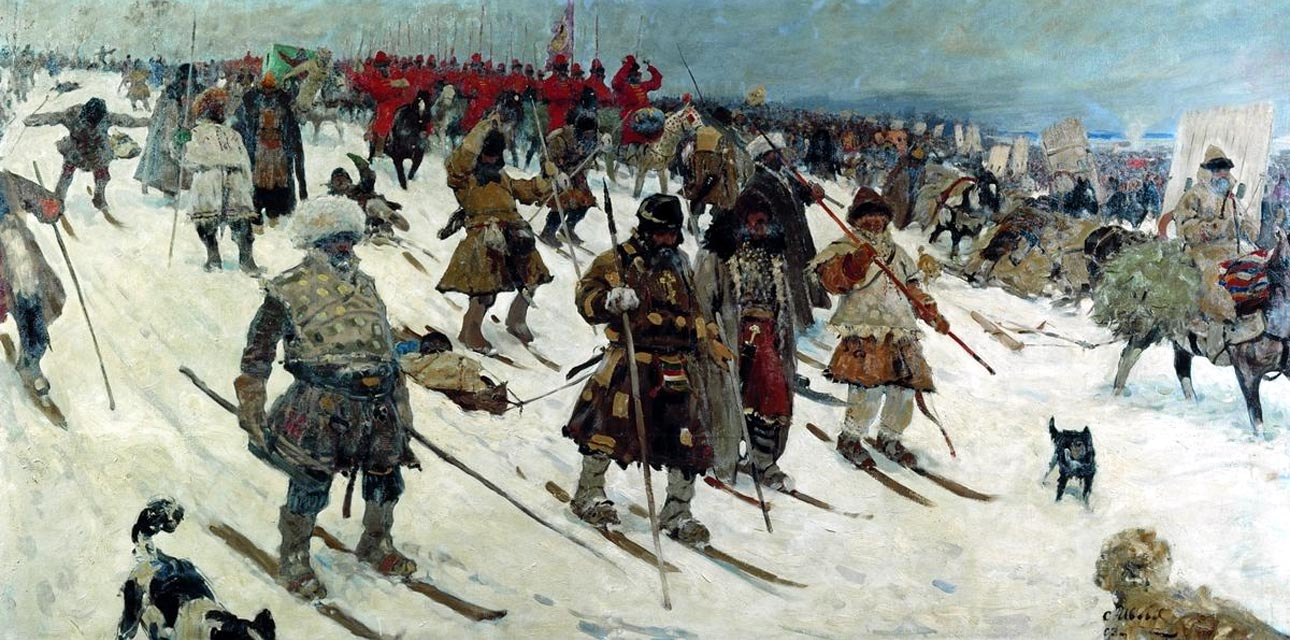
Campagna moscovita contro i lituani di Sergei Ivanov (1903)

Nel 1506, Alessandro morì. Basilio III, che succedette a suo padre Ivan III nel 1505, avanzò la sua richiesta del trono polacco, ma i nobili polacchi scelsero Sigismondo I, che fu incoronato sia re di Polonia che granduca di Lituania. Nel 1508, Sigismondo I mandò emissari a Mosca per richiedere la restituzione dei territori acquisiti nella tregua del 1503. Allo stesso tempo, il khan Meñli I Giray interruppe la sua alleanza con Mosca a causa della campagna di quest'ultima contro Kazan'. Sigismondo I ricevette uno jarlyk (una lettera patente che lo autorizzava a governare) per i territori moscoviti di Novgorod, Pskov, e Rjazan'.
La guerra era intrecciata con una ribellione di Michail Glinskij, marszalek di Lituania, favorito di Alessandro Jagellone. Quando Sigismondo I succedette ad Alessandro nel 1506, non Michail non ricevette gli stessi favori. Jan Jurjewicz Zabrzeziński, voivoda di Trakai e vecchio avversario politico di Glinski, accusò il marszalek di tradimento – asserì che aveva avvelenato il granduca Alessandro e aveva l'ambizione di diventare egli stesso il re. Glinski organizzò poi una ribellione, uccise Zabrzeziński a febbraio 1508, e si dichiarò difensore della fede ortodossa (anche se era cattolico di discendenza mongola). I suoi seguaci attaccarono senza successo il castello di Kaunas nel tentativo di liberare il prigioniero Ahmad, khan dell'Orda d'Oro. Glinski si istituì a Turaŭ e contattò Basilio III. Glinski iniziò a battere in ritirata verso Mosca e tentò di conquistare Minsk, Sluck, Mscislaŭ, e Kryčaŭ. Riuscì solo a prendere Mazyr quando un suo parente aprì i cancelli. Vicino a Orša, si unì alle forze moscovite ma fu sconfitto da Konstanty Ostrogski, grande atamano di Lituania. Questa serie di sconfitte dimostrò che la ribellione, nonostante la sua pretesa di proteggere i diritti degli ortodossi, non era sostenuta dalla popolazione generale e non si diffuse. La guerra infine finì con l'inconcludente "trattato di pace eterna" l'8 ottobre 1508, che mantenne gli accordi territoriali della tregua del 1503.

## Quarta guerra (1512-1522)

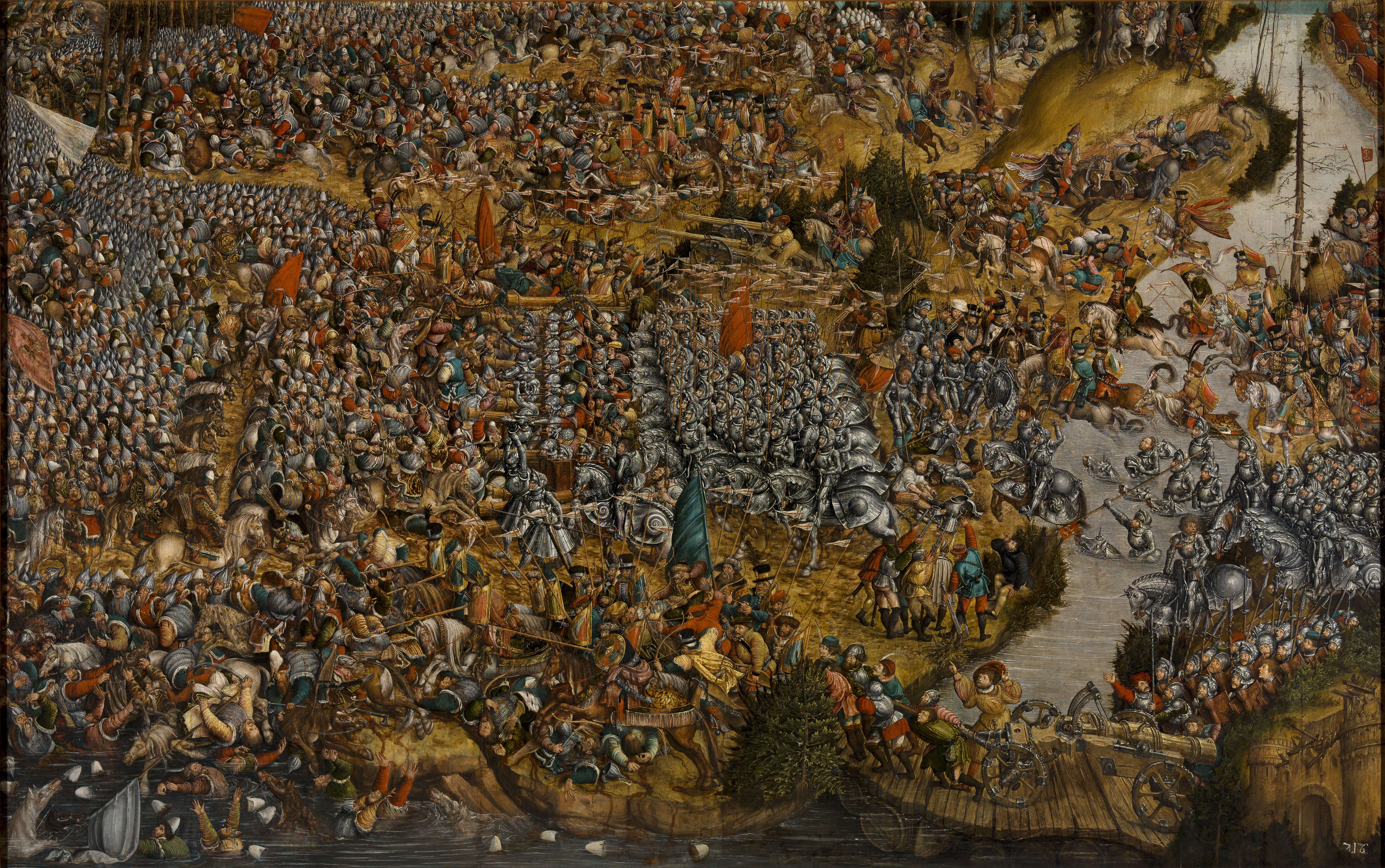
La battaglia di Orša nel 1514

Nonostante il trattato di pace, la relazione tra le due nazioni rimase tesa. Sigismondo I richiese l'estradizione di Michail Glinski per il processo, mentre Basilio III pretendeva un miglior trattamento della sua sorella vedova Elena. Basilio scoprì anche che Sigismondo pagava il khan Meñli I Giray per attaccare il granducato di Mosca. Allo stesso tempo, Alberto I di Prussia diventò il Gran maestro dell'Ordine teutonico e non era disposto a riconoscere la sovranità della Polonia come era richiesto dal trattato di Toruń del 1466. La tensione infine portò alla guerra polacco-teutonica (1519-1521) e alleò Massimiliano I d'Asburgo con Basilio III.
A dicembre 1512, la Rus' della Moscovia invase il granducato di Lituania cercando di conquistare Smolensk, un grande centro di commercio. I loro primi assedi di sei e quattro settimane nel 1513 fallirono, ma la città cadde a luglio 1514. Il principe Vasilij Nemoj Šujskij fu lasciato come vice-reggente a Smolensk. Questo infuriò Glinski, che minacciò di allearsi con Sigismondo I ma fu imprigionato dai russi.
La Russia in seguito subì una serie di sconfitte sul campo. Nel 1512, il grande atamano di Lituania, Konstanty Ostrogski, saccheggiò Severia e surclassò una forza russa composta da 6.000 truppe. L'8 settembre 1514, i russi subirono una grande sconfitta nella battaglia di Orša. Nonostante la vittoria, l'esercito polacco-lituano non fu in grado di muoversi abbastanza velocemente di conquistare Smolensk. Nel 1518, le forze russe furono battute durante l'assedio di Polock, quando secondo la leggenda le forze lituane furono ispirate dalla vista del loro santo patrono, San Casimiro. I russi invasero ancora la Lituania nel 1519, saccheggiando Orša, Mogilev, Minsk, Vicebsk, e Polock.
Nel 1521, Sigismondo aveva sconfitto il gran maestro e si alleò con le orde di tatari di Crimea e Kazan' contro Mosca. Il khan di Crimea, Mehmed I Giray, portò avanti un devastante attacco sul principato di Mosca, portando a impegnare il gran principe a pagare un tributo. Le truppe lituane guidate da Daškovič parteciparono all'attacco e provarono a prendere Rjazan'.
Nel 1522, fu firmato un trattato che prevedeva una tregua di cinque anni, nessuno scambio di prigionieri, e che la Russia avrebbe tenuto il controllo di Smolensk. La tregua fu successivamente estesa al 1534.

## Quinta guerra o guerra di Starodub (1534-1537)
Alla morte di Basilio nel 1533, suo figlio ed erede, Ivan IV, aveva solo tre anni. Sua madre, Elena Glinskaja, fece da reggente e fu coinvolta in lotte di potere con altri parenti e boiardi. Il monarca polacco-lituano decise di approfittare della situazione e richiese la restituzione dei territori conquistati da Basilio III. Nell'estate del 1534, il grande atamano Jerzy Radziwiłł e i tatari devastarono l'area circostante Chernihiv, Novgorod Seversk, Radogoshch, Starodub, e Briansk. Nell'ottobre seguente, un esercito moscovito guidato dai principi Ovchina-Telepnev-Obolenskij, Nikita Obolenskij e Vasilij Šujskij invase la Lituania, arrivando fino a Vilnius e Navahrudak e, prima di essere fermato, l'anno successivo costruì una fortezza sul lago Sebež. L'esercito lituano, sotto l'atamano Radziwill, Andrej Nemirovič, l'atamano polacco Jan Tarnowski, e Semën Belskij lanciò una potente controffensiva e prese Homel' e Starodub.
Nel 1536, la fortezza di Sebež sconfisse le forze lituane di Nemirovich quando cercarono di assediarla, e poi i moscoviti attaccarono Ljubeč, saccheggiarono Vicebsk, e costruirono fortezze a Veliž e Zavoloche. La Lituania e la Russia negoziarono una tregua di cinque anni, senza scambio di prigionieri, durante la quale Homel rimase sotto il controllo del re, mentre la Rus' di Moscovia mantenne Sebež e Zavoloche.
| Anno | Area                | Annotazioni                                                     |
| ---- | ------------------- | --------------------------------------------------------------- |
| 1429 | 930 000 km²         | Massima estensione                                              |
| 1430 | Perse 21 000 km²    | Perse la Podolia occidentale durante la guerra civile lituana   |
| 1485 | Perse 88 000 km²    | Cedette Edisan al khanato di Crimea                             |
| 1494 | Perse 87 000 km²    | Prima guerra con la Russia                                      |
| 1503 | Perse 210 000 km²   | Seconda guerra con la Russia                                    |
| 1522 | Perse 56 000 km²    | Quarta guerra con la Russia; Smolensk compresa                  |
| 1537 | Guadagnò 20 000 km² | Quinta guerra con la Russia                                     |
| 1561 | Guadagnò 85 000 km² | Ottenne il ducato di Livonia per il trattato di Vilnius (1561)  |
| 1569 | Perse 170 000 km²   | Trasferì territori ucraini alla Polonia per l'unione di Lublino |
| 1582 | Perse 40 000 km²    | Guerra livoniana                                                |
| 1583 | 365 000 km²         | Territorio dopo la guerra di Livonia                            |

## Guerra di Livonia
Nel 1547, il granducato di Mosca diventò ufficialmente il regno russo (o zarato), con Ivan IV incoronato come zar e «sovrano di tutte la Rus'». Lo zar cercò di radunare le terre di etnia rutena della precedente Rus' di Kiev, intraprendendo con altre potenze intorno al mar Baltico la guerra di Livonia.

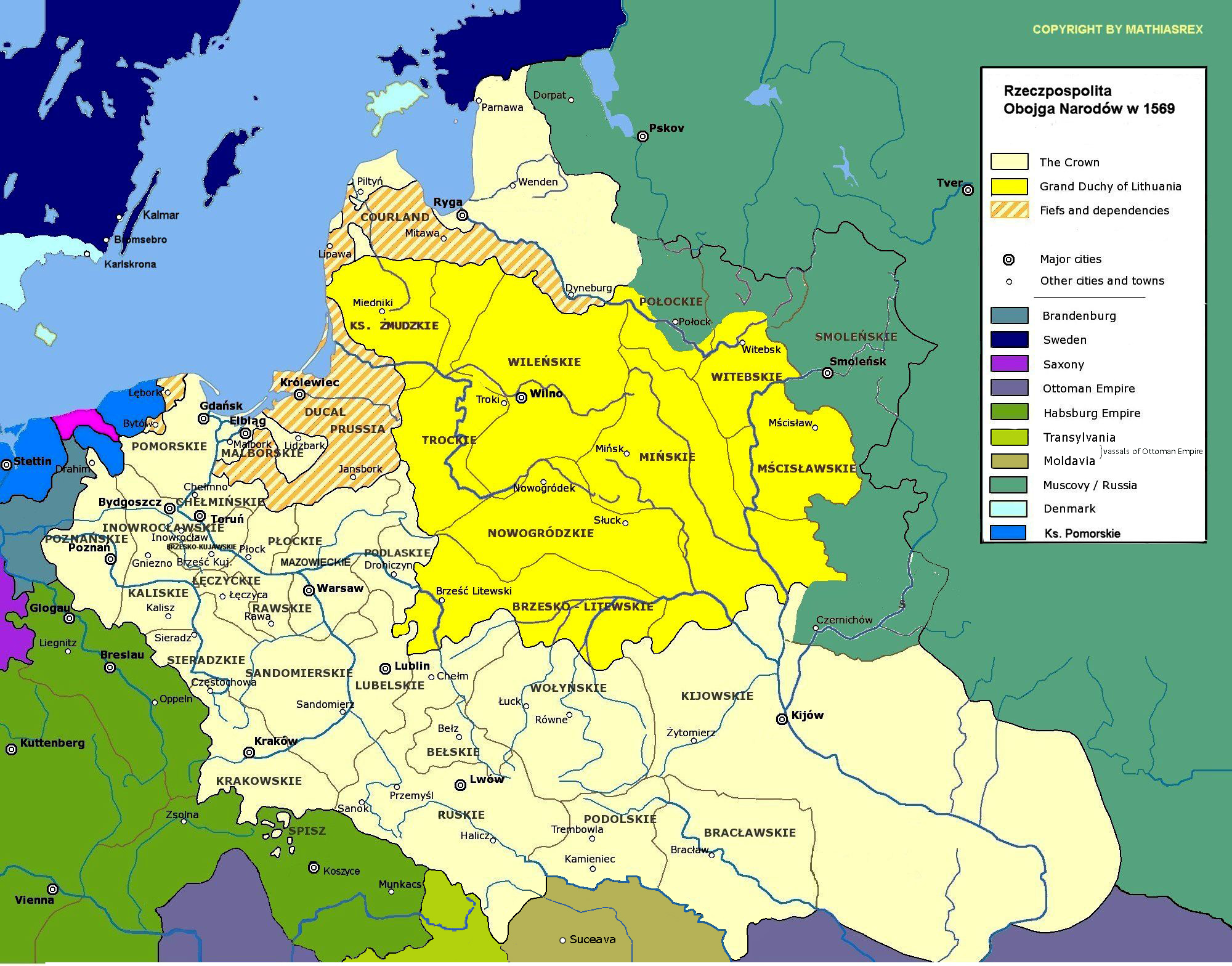
Confederazione polacco-lituana nel 1569

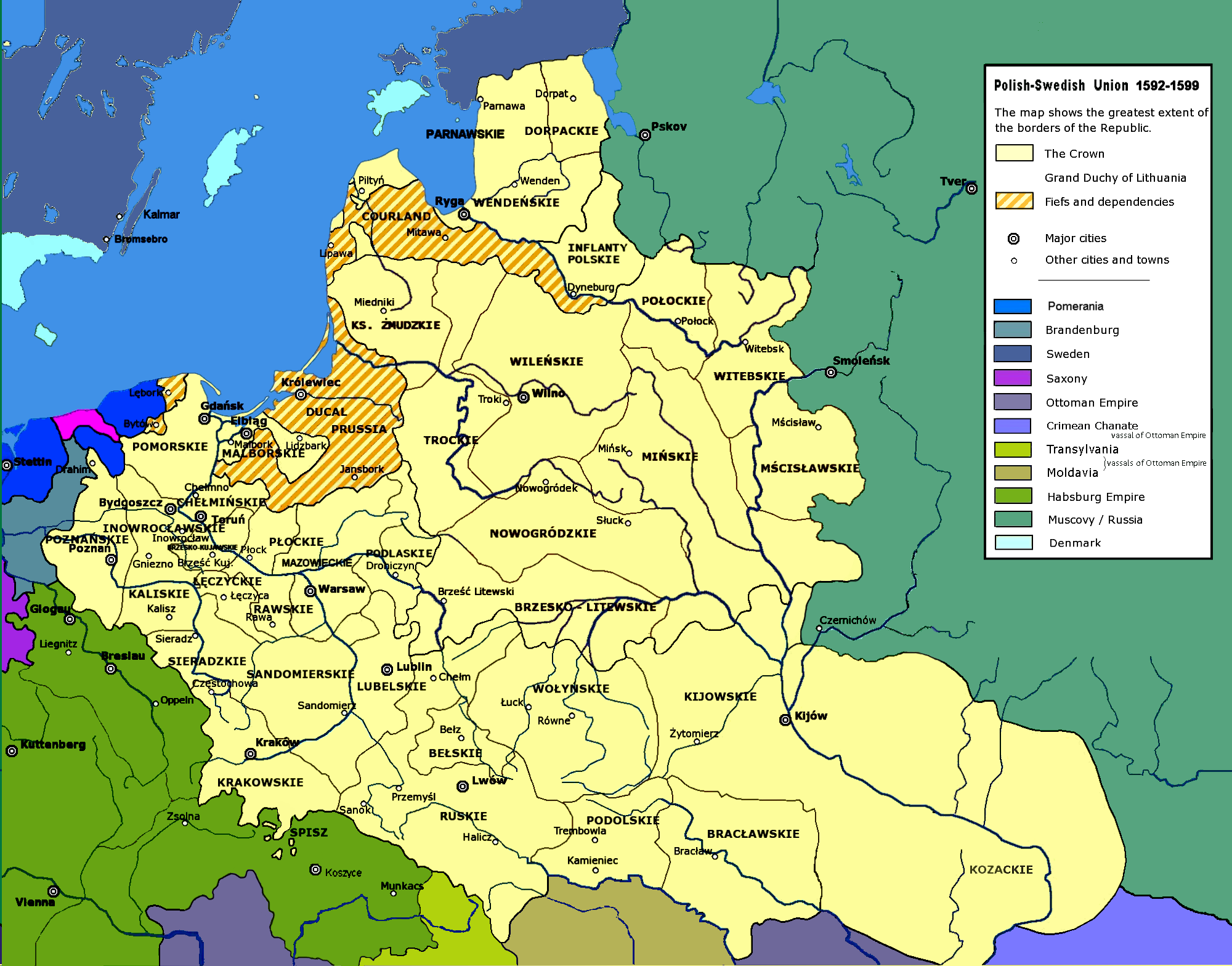
Confederazione polacco-lituana negli anni 1590

Durante il regno di Sigismondo II Augusto in Polonia e Lituania, lo zar Ivan IV invase la Livonia, la prima volta nel 1568 quando i cavalieri portaspada cercarono di allearsi con la Polonia e la Lituania; i polacchi e i lituani riuscirono a difendere solamente la Livonia meridionale. All'inizio erano alleati con la Danimarca e combatterono contro lo zarato russo alleato con la Svezia; dopo molti anni le coalizioni cambiarono e la Polonia-Lituania si alleò con la Svezia contro la Russia e la Danimarca. Infine, l'armistizio del 1570 divise la Livonia tra i partecipanti, con la Lituania che prese il controllo di Riga e i russi che espansero l'accesso al mar Baltico tramite Narva.
I lituani si sentivano sempre più sotto pressione dallo zar; inoltre i nobili lituani minori facevano pressione sul granduca e sui nobili più potenti per ottenere gli stessi diritti della nobiltà polacca (szlachta), cioè la libertà dorata. Infine, nel 1569, dopo che Sigismondo II trasferì una significativa parte dei territori del granducato alla Polonia e dopo mesi di dure negoziazioni, i lituani accettarono parzialmente di entrare in alleanza con l'unione di Lublino, formando la Confederazione polacco-lituana. Nella fase successiva del conflitto, nel 1577, Ivan IV approfittò della lotta intestina della Confederazione (chiamata guerra contro Danzica nella storiografia polacca), e durante il regno di Stefano I Báthory nella Confederazione, invase la Livonia occupando rapidamente l'intero territorio, eccetto Riga e Reval (oggi Tallinn). Quella guerra sarebbe durata dal 1577 al 1582.
Stefano Báthory reagì con una serie di tre offensive contro la Russia, con lo scopo di separare la Livonia dai principali territori russi. Durante la sua prima offensiva nel 1579 con 22.000 uomini, riconquistò Polack; le truppe polacco-lituane devastarono anche le regioni di Smolensk e Severia fino a Starodoub. Durante la seconda, nel 1580, con un esercito di 29000 uomini, Báthory prese Veliž, Usvjat, e Velikie Luki. Nel 1581 i lituani bruciarono Staraja Russa, e con un esercito di 100 000 uomini Báthory iniziò l'assedio di Pskov ma fallì. Il lungo e infruttuoso assedio portò a negoziati che con l'aiuto del legato pontificio Antonio Possevino finirono con l'armistizio di Jam Zapolski nel quale lo zar rinunciò a rivendicare la Livonia e Polack ma non cedette alcun territorio russo. La pace durò per un quarto di secolo, fino a che le forze della Confederazione invasero la Russia scatenarono la guerra polacco-moscovita nel 1605.

### Galleria d'immagini

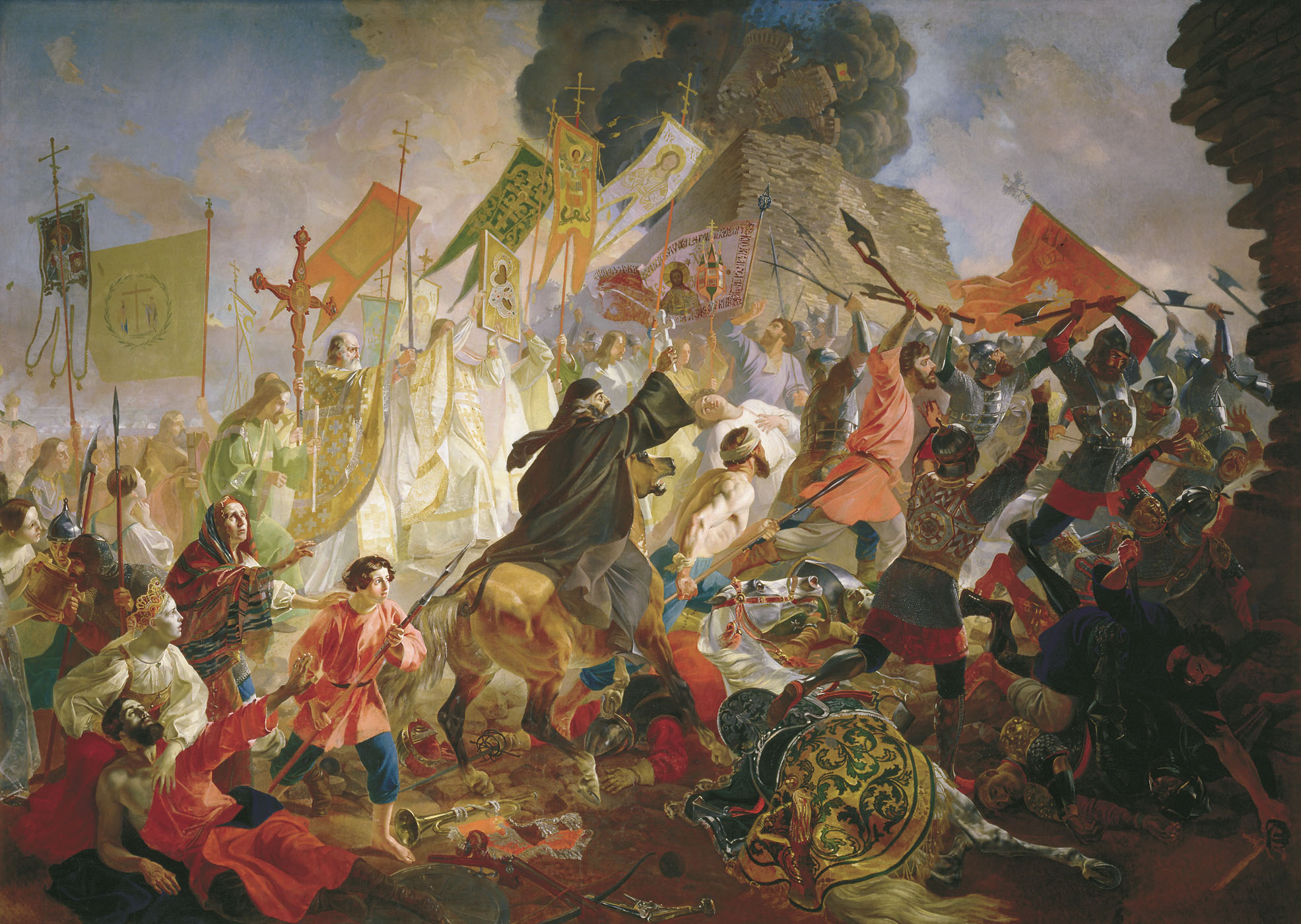
Assedio di Pskov, dipinto di Karl Brjullov, raffigura l'assedio dalla prospettiva russa – i polacchi e i lituani corrono terrorizzati, e vengono mostrati i russi eroici difensori sotto gli stendardi religiosi della chiesa ortodossa
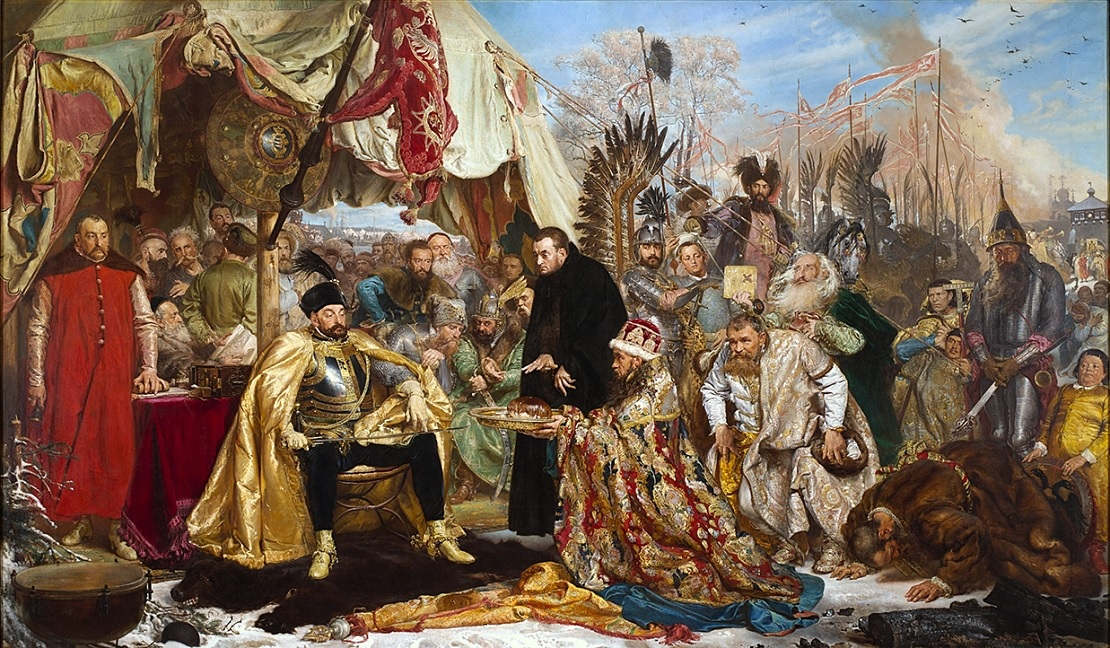
Bathory a Pskov, dipinto di Jan Matejko, raffigura l'assedio dalla prospettiva polacco-lituana – la nobiltà russa rende omaggio alla vittoriosa Confederazione. In realtà. Pskov non fu mai presa dalla Confederazione perché l'armistizio di Jam Zapolski fu finalizzato prima che l'assedio terminò.

### Esplicative
1. ↑  Questi conflitti sono chiamati 'guerre moscovite' (in polacco wojny moskiewskie) nella storiografia polacca e 'guerre lituane' in quella russa. La storiografia inglese, come quella italiana, le usa entrambe: a titolo di esempio:  Massimo Vassallo, Storia dell'Ucraina: Dai tempi più antichi ad oggi, Mimesis, 2020,  p. 82, ISBN 978-88-57-57310-6.

### Bibliografiche
1. 1 2  Kiaupa (2000), pp. 116-117.
2. 1 2  Kiaupa (2000), p. 123.
3. ↑  Kiaupa (2000), p. 123; Martin (2007), p. 232.
4. ↑  Martin (2007), p. 232.
5. ↑  Kiaupa (2000), pp. 123-124.
6. ↑  Obolenskij (2000), p. 365; Perrie (2002), p. 98.
7. ↑  Kiaupa (2000), p. 216.
8. 1 2 3 4 5  Kiaupa (2000), p. 221.
9. 1 2  Petrauskas (2009), p. 460.
10. 1 2  Smith Williams (1907), p. 179.
11. ↑  Stevens (2007), p. 57.
12. 1 2  Petrauskas (2009), p. 461.
13. ↑  Norkus (2009), p. 61.
14. 1 2  Petrauskas (2009), p. 463.
15. 1 2  Davies (2005), p. 111.
16. 1 2 3  Stevens (2007), p. 58.
17. ↑  Davies (2005), p. 111.
18. ↑  Magocsi (2010), p. 180.
19. ↑  Petrauskas (2009), p. 464.
20. ↑  Nowakowska (2007), p. 134.
21. ↑  Nowakowska (2007), pp. 134-135.
22. ↑  Nowakowska (2007), pp. 135-136.
23. ↑  Alef (1959), p. 155.
24. 1 2  Smith Williams (1907), p. 185.
25. ↑  Kiaupa (2000), p. 225.
26. ↑  Petrauskas (2009), p. 423.
27. 1 2  Petrauskas (2009), p. 436.
28. 1 2 3  Petrauskas (2009), p. 465.
29. ↑  Dabrowski (2014), p. 155.
30. ↑  Petrauskas (2009), p. 466.
31. ↑  Smith Williams (1907), p. 186.
32. 1 2  Solov'ëv (1976), p. 54.
33. ↑  Davies (2005), p. 114.
34. ↑  Solov'ëv (1976), p. 55.
35. ↑  Stevens (2007), pp. 57-58.
36. 1 2  Solov'ëv (1976), p. 56.
37. ↑  Solov'ëv (1976), p. 58.
38. ↑  Solov'ëv (1976), p. 59.
39. ↑  Solov'ëv (1976), p. 60.
40. ↑  Solov'ëv (1976), p. 78.
41. ↑  Solov'ëv (1976), pp. 78-79.
42. 1 2  Solov'ëv (1976), p. 79.
43. ↑  Solov'ëv (1976), p. 82.
44. ↑  Martin (2007), p. 362.
45. ↑  Solov'ëv (1976), p. 83.
46. ↑  Solov'ëv (1976), p. 84.
47. ↑  Solov'ëv (1976), p. 187.
48. ↑  Solov'ëv (1976), p. 188.
49. ↑  Solov'ëv (1976), pp. 188-189.
50. 1 2  Solov'ëv (1976), p. 189.
51. ↑  Solov'ëv (1976), p. 194.
52. ↑  Norkus (2009), pp. 60-62.
53. ↑  Martin (2007), p. XXV.
54. ↑  Kiaupa (2000), p. 232.
55. ↑  Kiaupa (2000), pp. 236-238.
56. ↑  Kiaupa (2000), p. 239.
57. ↑  Kiaupa (2000), pp. 247-248.
58. 1 2 3  Martin (2007), p. 402.